# Dryopteris nushanensis
Dryopteris nushanensis är en träjonväxtart som beskrevs av Li Bing Zhang. Dryopteris nushanensis ingår i släktet Dryopteris och familjen Dryopteridaceae. Inga underarter finns listade.